# Fabijan Buntić
Fabijan Buntić (Stoccarda, 24 febbraio 1997) è un calciatore tedesco naturalizzato croato, portiere del Qarabağ.

## Carriera

### Club
Nato in Germania da una famiglia di origini croate, cresce nel settore giovanile dello Stoccarda. Nel 2016 viene acquistato dall'Ingolstadt 04, dove però inizialmente rimane in panchina. Esordirà in prima squadra solamente il 1º dicembre 2018, in occasione dell'incontro di Zweite Bundesliga perso per 1-2 contro l'Amburgo. Il 6 febbraio 2021, in occasione della sfida vinta per 2-1 contro il Viktoria Colonia, valida per il campionato di 3. Liga, realizza la sua prima rete con la squadra.
Il 2 luglio 2022 si trasferisce al Vizela, firmando un contratto valido fino al 2025. Debutta in Primeira Liga il 6 agosto successivo, nella vittoria per 0-1 contro il Rio Ave.

### Nazionale
Ha rappresentato le nazionali giovanili croate.

## Statistiche

### Presenze e reti nei club
Statistiche aggiornate al 30 agosto 2022.
| Stagione        | Squadra         | Campionato      | Campionato | Campionato  | Coppe nazionali | Coppe nazionali | Coppe nazionali | Coppe continentali | Coppe continentali | Coppe continentali | Altre coppe | Altre coppe | Altre coppe | Totale | Totale  |
| Stagione        | Squadra         | Comp            | Pres       | Reti        | Comp            | Pres            | Reti            | Comp               | Pres               | Reti               | Comp        | Pres        | Reti        | Pres   | Reti    |
| --------------- | --------------- | --------------- | ---------- | ----------- | --------------- | --------------- | --------------- | ------------------ | ------------------ | ------------------ | ----------- | ----------- | ----------- | ------ | ------- |
| 2016-2017       | Ingolstadt 04   | BL              | 0          | 0           | CG              | 0               | 0               |                    | -                  | -                  |             | -           | -           | 1      | 0       |
| 2017-2018       | Ingolstadt 04   | 2L              | 0          | 0           | CG              | 0               | 0               |                    | -                  | -                  |             | -           | -           | 0      | 0       |
| 2018-2019       | Ingolstadt 04   | 2L              | 4          | -6          | CG              | 0               | 0               |                    | -                  | -                  |             | -           | -           | 4      | -6      |
| 2019-2020       | Ingolstadt 04   | 3L              | 35         | -38         | CG              | 1               | -1              |                    | -                  | -                  |             | -           | -           | 36     | -39     |
| 2020-2021       | Ingolstadt 04   | 3L              | 38+2       | -40; 1 + -3 | CG              | 1               | -1              |                    | -                  | -                  |             | -           | -           | 41     | -44; 1  |
| 2021-2022       | Ingolstadt 04   | 2L              | 18         | -36         | CG              | 2               | -3              |                    | -                  | -                  |             | -           | -           | 20     | -39     |
| 2022-2023       | Vizela          | PL              | 4          | -4          | CP+CdL          | 0               | 0               |                    | -                  | -                  |             | -           | -           | 4      | -4      |
| Totale carriera | Totale carriera | Totale carriera | 101        | -127; 1     |                 | 4               | -5              |                    | -                  | -                  |             | -           | -           | 105    | -132; 1 |

## Palmarès

### Club

#### Competizioni nazionali
- Campionato azero: 1

Qarabag: 2024-2025